# Philippe Wolfers

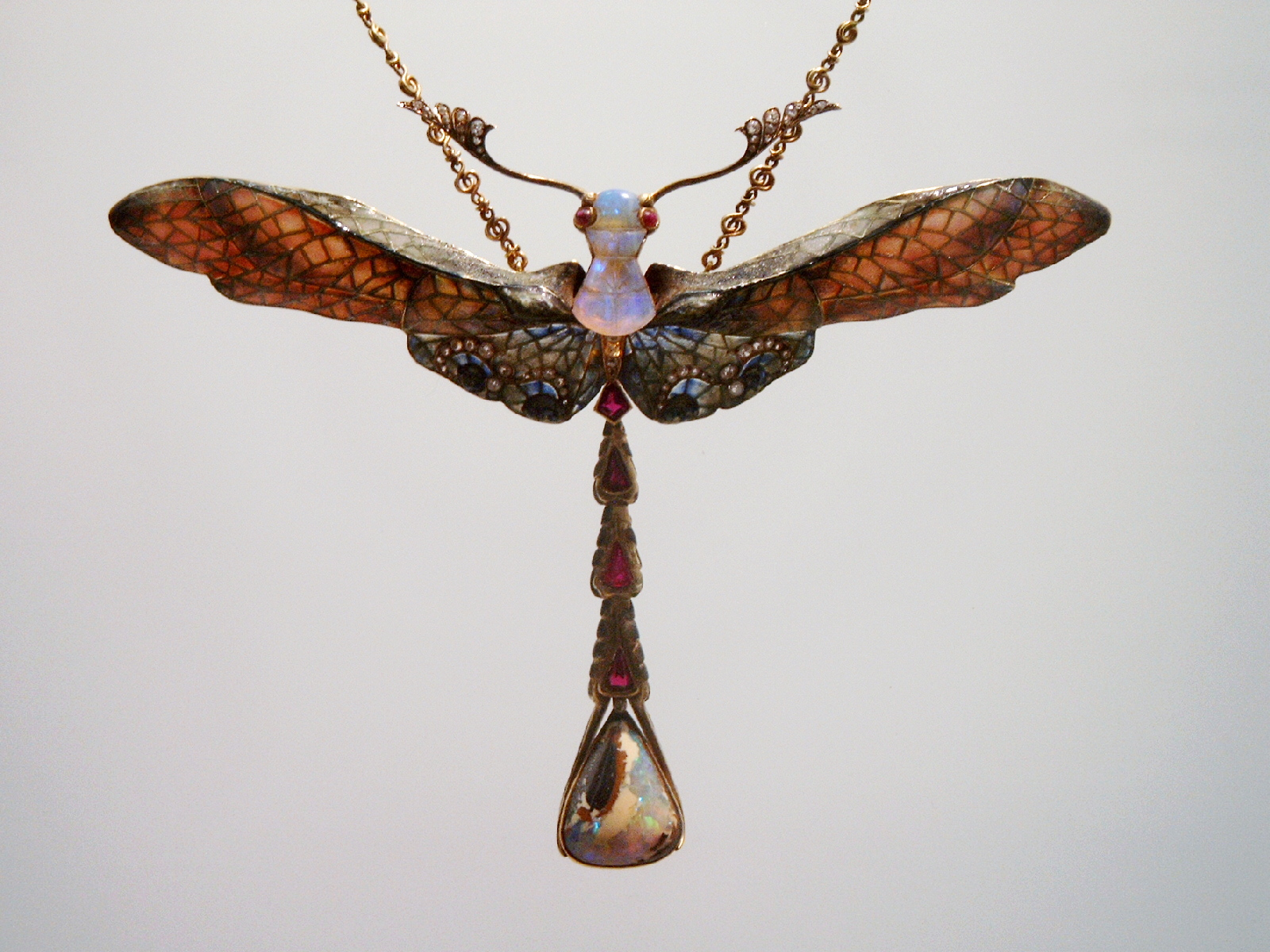
Libélula, 1902; colgante y broche de esmalte, oro, rubí, ópalo y diamante, diseño de Philippe Wolfers

Philippe Wolfers fue un escultor y orfebre belga, nacido el 16 de abril de 1858 en Bruselas y fallecido el 3 de diciembre de 1929 . Fue conocido por sus exquisitas joyas de estilo modernista.

## Datos biográficos

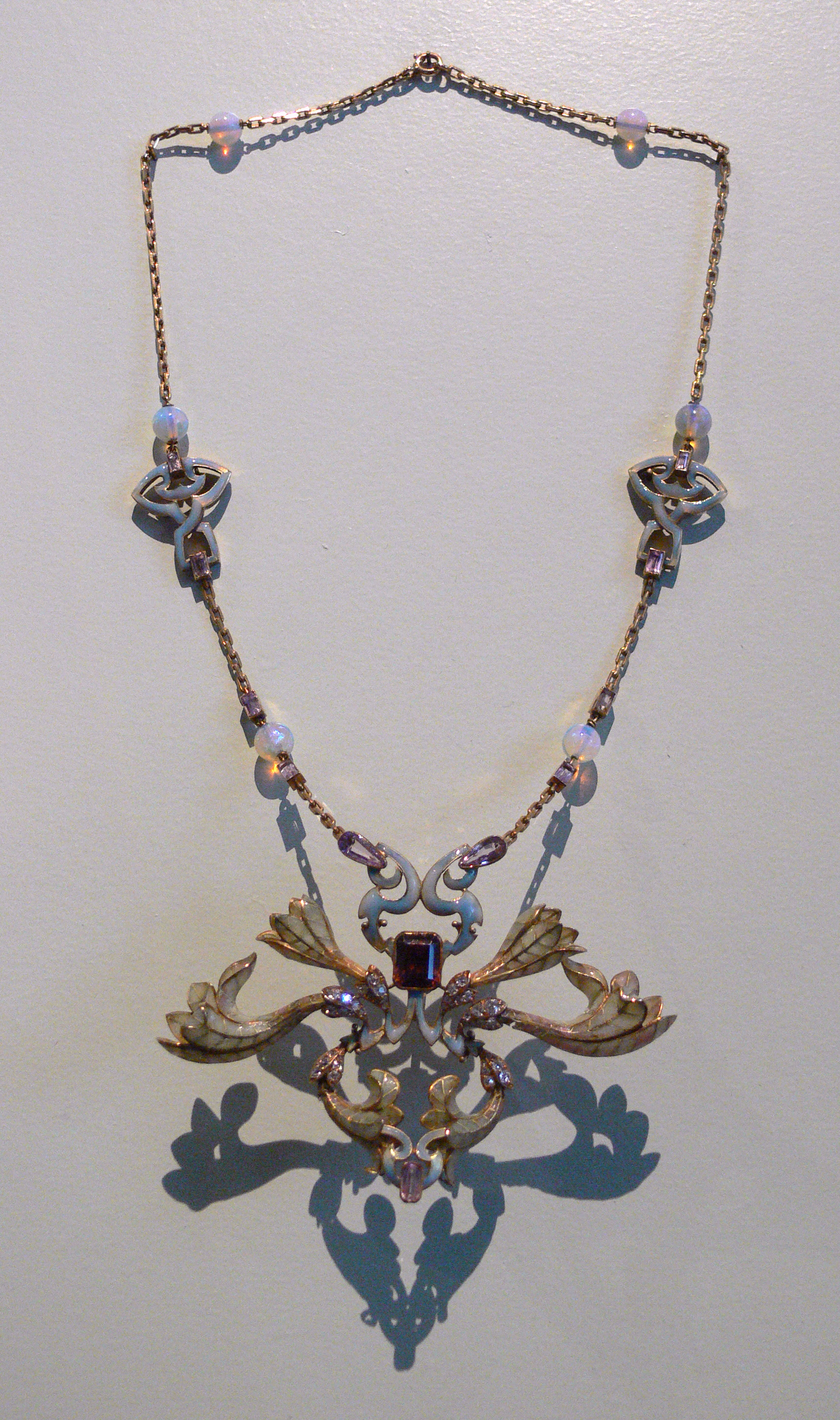
Colgante, 1900

Fue alumno de escultura de Isidore De Rudder en la Academia de Bruselas antes de entrar a trabajar en el taller de orfebrería de su padre Louis Wolfers (1820-1892). El negocio familiar había sido fundado en 1812. Es por esto que se habla de la "Dinastía Wolfers," de maestros plateros. Philippe realizó muchos viajes por toda Europa, visitando las exposiciones universales de Viena (1873), París (1889) y se mostró impresionado por la cultura japonesa, que fue admirada en toda Europa en aquel tiempo.
Durante la década de 1890 sus creaciones en plata y en bisutería están fuertemente influenciadas por el naturalismo y el arte japonés. Es uno de los pocos artistas que, trabajando el marfil, se presentaron en la Exposición Universal de Bruselas. Alumno de Eugène Grasset, en 1898 participó en la Exposición de los alumnos de la Escuela Guérin.
Desde 1910 él volvió a geometrías más sencillas y alcanzó su punto culminante durante la Exposición de Artes Decorativas de 1925 en París, con una sala de estar que diseñó en cada detalle.
Formó a Charles Samuel en el arte de la medalla.

## Philippe Wolfers y el Art Nouveau

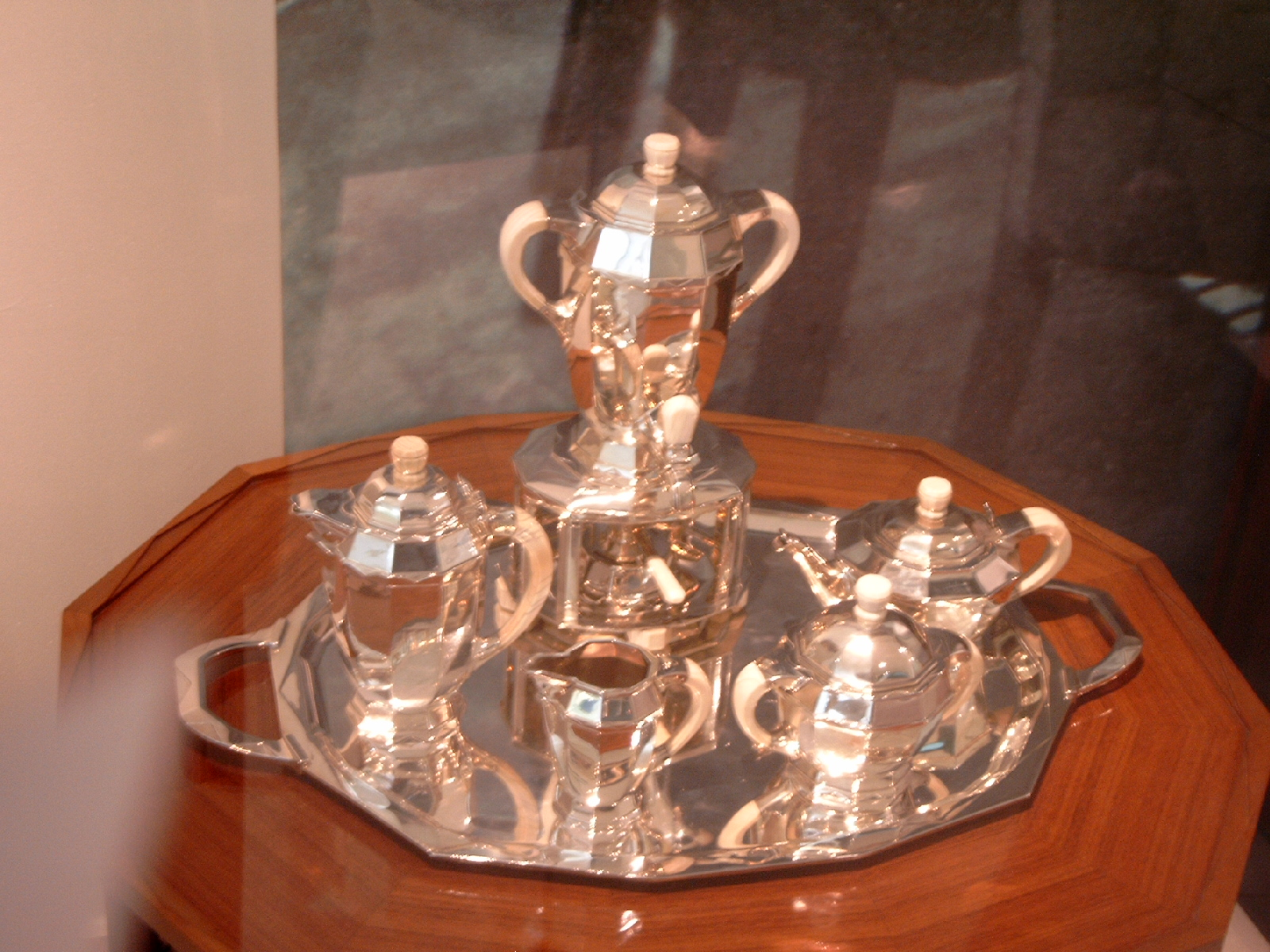
Servicio de té y café Gioconda, 1925

Alrededor de 1900, Philippe se había convertido en un artesano sólido y con recursos y diseñador  de joyas y utensilios desarrollados con una integridad estilística, el Modernismo del periodo. En 1892 se hizo cargo del negocio familiar y realizó diseños de jarrones, joyería, orfebrería y vidrio.
Las piezas de joyería estaban realizadas combinando oro, piedras preciosas, marfil, perlas y esmalte. Los utensilios, como alfileres, peines, hebillas mostraron habitualmente motivos vegetales y animales (libélulas, cangrejos, aves).  Las joyas de Wolfers eran  una amalgama de materiales, que rara vez fueron ligeras y brillante. estas piezas dan fe del intenso florecimiento del estilo Modernista, cargado del simbolismo de las formas naturales y el respeto de la condición poética de la mujer emancipada como musa.  
Los Museos Reales de Arte e Historia en el cincuenta aniversario, reconstruyeron en una habitación, las vitrinas de la tienda ahora desaparecida de los hermanos Wolfers, que había sido diseñada por Victor Horta.  La obra "La caricia del cisne" (en neerlandés: De Zwanenstreling) de Philippe Wolfers, de metal precioso y marfil, fue expuesta.
En los años 1920, evolucionó hacia el estilo Art Deco.  Su diseño para un servicio de té y café llamado "Gioconda" (1925) realizado en plata y marfil, fue controvertido. 
Philippe Wolfers murió en 1929.

## Esculturas
A partir de 1905 Philippe Wolfers trabajó fundamentalmente en el terreno de la escultura. De su mano es el monumento a Roger de le Pasture llamado "Van der Weyden" - de bronce en Tournai

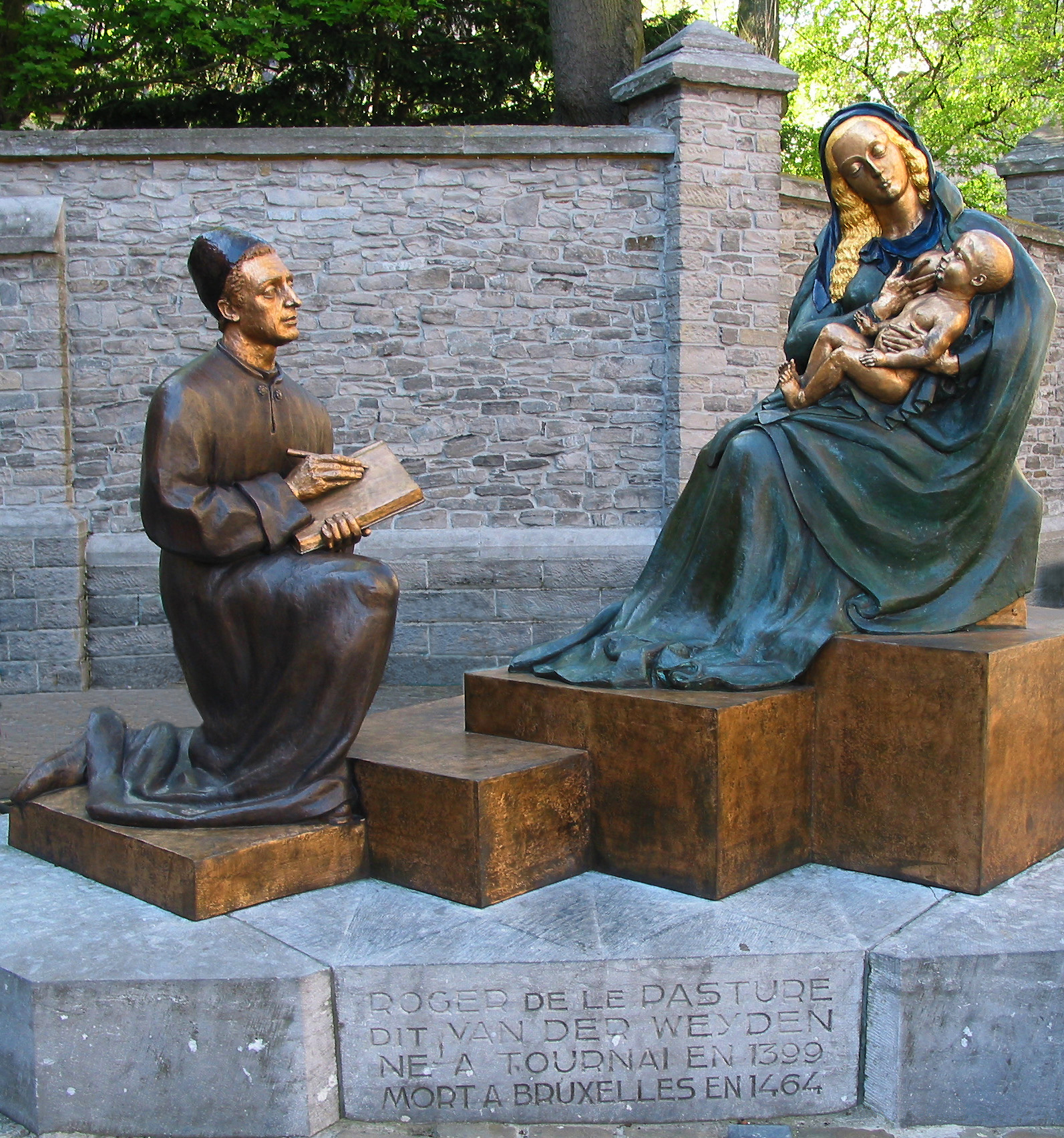
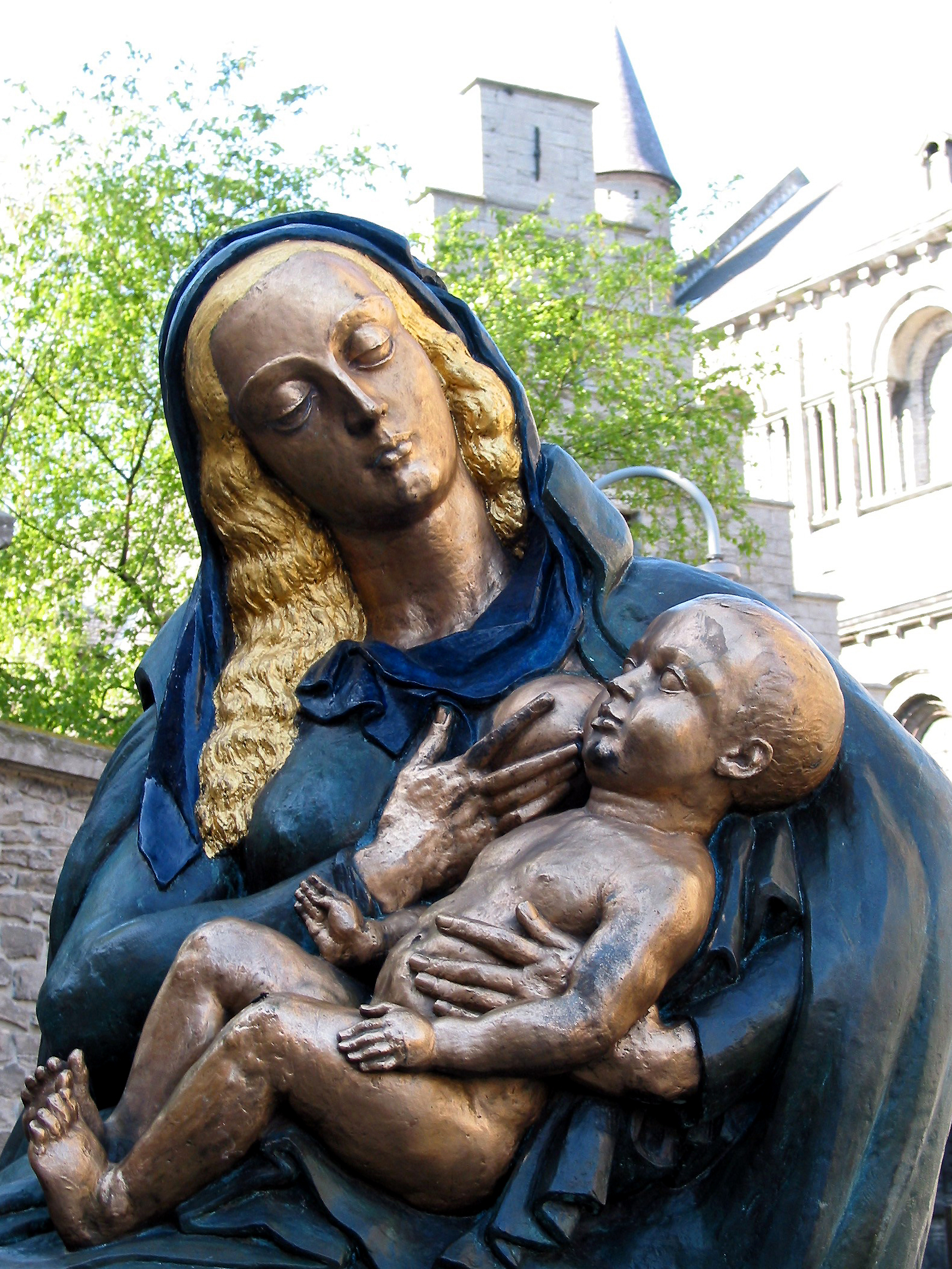